# Orosz Alajos
Orosz Alajos, Ruprecht (Szatmár, 1859. június 20. – Szatmárnémeti, 1911. december 8.) teológiai doktor, főgimnáziumi tanár, tankönyvíró.

## Élete
Ruprecht Antal sütőmester, később földbirtokos és Orosz Anna fia. Középiskoláit szülőhelyén végezte; a papi pályára lépett és püspöke, Schlauch Lőrinc a bécsi Pázmáneumba küldte. Miután a teológiát négy évig elvégezte, az egyháztörténelemből és egyházjogból teológiai doktor lett. 1881-ben pappá szentelték. Csanáloson töltött félévi káplánoskodás után püspöke a kolozsvári egyetemre küldötte, ahol három évvel később a magyar, német és latin nyelv középiskolai tanítására tanári oklevelet nyert. Azután Beregszászon és Máramarosszigeten volt káplán és hitoktató. 1887-ben Szabadka városa választotta meg tanárának a községi főgimnáziumhoz; innét négy évvel később Zomborba az állami főgimnáziumhoz ment, de már egy év után Szatmárra; a királyi katolikus főgimnáziumhoz helyezték át. Ruprecht családi nevét 1887-ben változtatta Oroszra.
Cikkei a Heti Szemlében (1893. A kath. énekköltés a XVI. század végeig, 1902. Mikes Kelemen levelei); a Szatmár és Vidékében (1894. Jókai regényköltése); a M. Szemlében (1896. Tompa hazafias allegoriái); a szatmári Kölcsey-kör Emlékkönyvében (1899. Kölcsey és a magyar nyelv); még több vidéki és fővárosi lapban jelentek meg czikkei.

## Munkái
- Szív és jellemképző vonások Arany Toldi-jában. Szatmár, 1894.
- A gyermeki szeretet Petőfi költészetében. Szatmár, 1895.
- Német olvasó- és gyakorlókönyv teljes nyelvtannal. Közép- és polgári iskolák alsóbb osztálya számára. Bpest, 1898. (Ism. M. Paedagogia 301., Hivatalos Közlöny 13. sz., Egyet. Philol. Közlöny 747. l., 2. jav. és bőv. kiadás. Szatmár, 1900. 3. k. Szatmár, 1903.).
- Szülők és tanárok. Szatmár, 1902. (Különnyomat a szatmári kir. kath. főgymnasium Értesítőjéből).
- Német stílusgyakorlatok a középiskolák V-VIII. osztálya számára. Bpest, 1903.

### Kéziratban
- Kölcsey mint kritikus. (A Kölcsey-körben pályadíjat nyert).